# Pacific Division (ECHL)
Die Pacific Division ist eine der Divisions in der nordamerikanischen Eishockeyliga ECHL. Die Teams der Liga sind in zwei Conferences unterteilt (American Conference und National Conference), die sich wiederum in Divisions gliedern. Die Division besteht seit der Saison 2003/04.

## Teams
| - Bakersfield Condors - Las Vegas Wranglers - Ontario Reign - Stockton Thunder | - Alaska Aces (2003–2005) - Fresno Falcons (2003–2008) - Idaho Steelheads (2003–2005) - Long Beach Ice Dogs (2003–2007) - San Diego Gulls (2003–2006) - Victoria Salmon Kings (2004–2005) |

## Meister
| Jahr | Name                |
| ---- | ------------------- |
| 2004 | San Diego Gulls     |
| 2005 | Alaska Aces         |
| 2006 | Fresno Falcons      |
| 2007 | Las Vegas Wranglers |
| 2008 | Las Vegas Wranglers |
| 2009 | Ontario Reign       |
| 2010 | Bakersfield Condors |
| 2011 | Bakersfield Condors |
| 2012 | Ontario Reign       |

## Zugehörigkeit
| 2003/04             | 2004/05               | 2005/06          | 2006/07             | 2007/08             | 2008/09             | 2009/10             | 2010/11             | 2011/12             |
| ------------------- | --------------------- | ---------------- | ------------------- | ------------------- | ------------------- | ------------------- | ------------------- | ------------------- |
| Alaska Aces         |                       |                  |                     |                     |                     |                     |                     |                     |
| Bakersfield Condors |                       |                  |                     |                     |                     |                     |                     |                     |
| Fresno Falcons      |                       |                  |                     |                     |                     |                     |                     |                     |
| Idaho Steelheads    |                       |                  |                     |                     |                     |                     |                     |                     |
| Las Vegas Wranglers | Las Vegas Wranglers   |                  | Las Vegas Wranglers | Las Vegas Wranglers | Las Vegas Wranglers | Las Vegas Wranglers | Las Vegas Wranglers | Las Vegas Wranglers |
| Long Beach Ice Dogs |                       |                  |                     |                     |                     |                     |                     |                     |
|                     |                       |                  |                     |                     | Ontario Reign       |                     |                     |                     |
| San Diego Gulls     |                       |                  |                     |                     |                     |                     |                     |                     |
|                     |                       | Stockton Thunder |                     |                     |                     |                     |                     |                     |
|                     | Victoria Salmon Kings |                  |                     |                     |                     |                     |                     |                     |